# 2003 QO112
2003 QO112, também escrito como 2003 QO112, é um corpo celeste que é classificado como um centauro, numa classificação estendida de centauros. Ele possui uma magnitude absoluta de 11,9 e tem um diâmetro estimado de cerca de 18 km.

## Descoberta
2003 QO112 foi descoberto no dia 29 de agosto de 2003, pelos astrônomos S. S. Sheppard, D. C. Jewitt e J. Kleyna.

## Órbita
A órbita de 2003 QO112 tem uma excentricidade de 0,504 e possui um semieixo maior de 33,331 UA. O seu periélio leva o mesmo a uma distância de 16,545 UA em relação ao Sol e seu afélio a 50,118 UA.